# Chorwacja na Mistrzostwach Świata w Lekkoatletyce 2013
Chorwacja na Mistrzostwach Świata w Lekkoatletyce 2013 – reprezentacja Chorwacji podczas mistrzostw świata w Moskwie liczyła 6 zawodników.

## Występy reprezentantów Chorwacji

### Mężczyźni
| Konkurencja    | Zawodnik      | Eliminacje | Eliminacje | Finał    | Finał   |
| Konkurencja    | Zawodnik      | Rezultat   | Pozycja    | Rezultat | Pozycja |
| -------------- | ------------- | ---------- | ---------- | -------- | ------- |
| Skok o tyczce  | Ivan Horvat   | NM         | NM         | NQ       | NQ      |
| Pchnięcie kulą | Marin Premeru | 18,71      | 25.        | NQ       | NQ      |
| Rzut dyskiem   | Martin Marić  | 61,98      | 15.        | NQ       | NQ      |

### Kobiety
| Konkurencja    | Zawodnik          | Eliminacje | Eliminacje | Finał    | Finał   |
| Konkurencja    | Zawodnik          | Rezultat   | Pozycja    | Rezultat | Pozycja |
| -------------- | ----------------- | ---------- | ---------- | -------- | ------- |
| Skok wzwyż     | Ana Šimić         | 1,88       | 19.        | NQ       | NQ      |
| Pchnięcie kulą | Valentina Mužarić | 16,47      | 28.        | NQ       | NQ      |
| Rzut dyskiem   | Sandra Perković   | 63,62      | 3. Q       | 67,99    | złoto   |